# Orzeszków (gmina Uniejów)
Orzeszków – wieś w Polsce położona w województwie łódzkim, w powiecie poddębickim, w gminie Uniejów.
W latach 1937–1954 istniała gmina Orzeszków. W latach 1975–1998 miejscowość należała administracyjnie do województwa konińskiego.